# Semiothisa marginata
Semiothisa marginata là một loài bướm đêm trong họ Geometridae.